# 우건도
우건도(禹健都, 1949년 9월 5일~)는 대한민국의 공무원 출신 정치인이다. 
2010년 충주시장에 당선되었으나, 대법원의 판결에 의해 2011년 7월 28일을 기하여 시장직을 상실하였다. 2017년 더불어민주당 충주지역위원장을 지냈다.

## 학력
- 1962년 괴산 수안보국민학교 졸업(38회)
- 1965년 충일중학교 졸업 (14회)
- 1968년 충주고등학교 졸업 (24회)
- 1975년 한국방송통신초급대학 행정학과 전문학사
- 1988년 한국방송통신대학교 행정학과 학사
- 한국교통대학교 일반대학원 행정학과 석사과정 재학

### 비학위 수료
- 1991년 청주대학교 경영대학원 경영학연구과정 수료

## 경력
- 1968년 충주시청 9급(서기보)
- 2001년 오송국제바이오엑스포조직위원회 운영부장, 충청북도 관광과장
- 2003년 충청북도 청남대관리사업소장 겸임, 충청북도 경제과장
- 2004년 충청북도 자치행정과장, 노근리사건 실무지원단장 겸임
- 2005년 충청북도 총무과장,기획관
- 2006년 음성군 부군수
- 2007년 충청북도 생명산업추진단장
- 2008년 충주시 부시장
- 2009년 2013 충주세계조정선수권대회 유치위원회 사무총장
- 2010년 민선5기 충주시장
- 2011년 7월 28일 대법원은 허위사실 공표 혐의 등으로 기소된 우건도 충주시장에 대해 벌금 700만원 선고, 당선무효로 충주시장직 상실.
- 2015년 더불어민주당 지방자치행정위원
- 2017년 더불어민주당 충북도당 충주시 지역위원회 위원장

## 전과
- 공직선거법위반: 벌금 700만원 - 2011년 4월 22일 선고[1]
- 위계공무집행방해: 벌금 700만원 - 2012년 6월 25일 선고[1]

## 상훈
- 2003년 녹조근정 훈창
- 2005년 국무총리 표창

## 저서
- 2009년 《1%의 확률만 있어도 도전한다.》
- 2018년 《시민의 삶에 사소함이란 없다.》

## 역대 선거 결과
|  | 49.06% |

|  | 49.33% |

|  | 38.76% |